# 電話勧誘販売
電話勧誘販売（でんわかんゆうはんばい）とは、販売業者または役務提供事業者が、消費者に電話をかけ、または特定の方法により電話をかけさせ、その電話において行う勧誘によって、消費者からの売買契約または役務提供契約の申込みを郵便等により受け、または契約を締結して行う商品、権利の販売または役務の提供のことをいう。
特定商取引に関する法律（特商法）の第二条3で定義されている。

## 概要
販売業者もしくはコールセンターなどの代行業者が、消費者に電話をかけ、あるいは消費者に電話をかけるよう促した上で電話をかけさせ、商品の紹介や勧誘を行うことにより契約を締結することを目的としたセールス手法の一種である。
電話勧誘の方法は主に次の3つに分けられる。
- 無差別に電話する
- 対象者を絞って電話する
- 応募者にコールバックする

## 電話勧誘を行う業者
次の業者が電話勧誘販売を行う。高額な商品が多い。また、社名を出さず個人名で電話をかけてくるケースも多い。
アポイントメント商法業者
「おめでとうございます。あなたが特別に選ばれました。今なら有利な条件で契約できる」ような触れ込みで、CD/DVDソフト（英会話・百科事典など教養娯楽教材）高額な商品を買わせる。リゾート施設などの利用会員権を副次的に用意しているが、利便性が低いサービスを提供。
訪問販売業者
個人宅を対象とし、0001から順番に電話をかける。
スチームクリーナー、浄水器、布団などを高額で販売する。
学習教材販売業者
個人宅を対象とし、住民基本台帳閲覧で得た小中高生のいる自宅に電話をかけ、3,000円のクーリングオフ対象外のテストを受けさせ将来を不安にさせ、高額な学習教材を販売する。
資格商法業者
20～30代の若者を対象に勤務先メインに電話し、教材を高額で販売する。
カモリストに基づき二次勧誘も行う。
不動産販売業者
30～50代を対象に勤務先メインに電話し、マンションなどの不動産投資や賃貸アパート経営を持ちかける。
内職商法業者
20～30代の専業主婦が対象。ステンドグラス制作や宛名書き内職を希望する資料請求者に電話し、制作用の資材を販売する。
結婚情報サービス
結婚に興味のある応募者にコールバックする。
電話会社（電気通信事業者）、およびその代理店
電話代およびインターネット接続料などが安くなるなどと言い、「プラチナライン」（NTTコミュニケーションズ）および「メタルプラス」（KDDI）、「おとくライン」（ソフトバンクテレコム）などの直収電話や「Yahoo! BB」（ソフトバンクBB）などのブロードバンド接続サービスを売り込む。一方的に契約されているなどの問題もある。
電話口でのあいまいな返事で、販売者から一方的に契約を主張されることが多く、トラブルが多発したため、特定商取引に関する法律（特定商取引法）が改正され、電話の際に事業者の氏名、名称、商品等の種類を明示することや、執拗な勧誘の禁止、契約後には契約内容や、8日間のクーリングオフがあることなどを記載した書面の交付が義務付けられた。断っても何度も勧誘電話をかけてくる場合は特定商取引法違反である。

## 事業者間契約における問題
特定商取引法は、主として消費者保護を目的としたものである。契約者が事業者の場合、特定商取引法のうち訪問販売、通信販売、電話勧誘販売、特定継続的役務提供に関する規定は適用除外となる（連鎖販売取引、業務提供誘引販売取引に関しては適用がある）。
とくに近年、事業者のうち個人事業者を対象にした特定商取引によるトラブルが多発しており、問題となっている。なお、個人事業者であっても、その事業と関係のない契約については消費者の立場になるので、この法律は適用されうる。